# Jacques Rougeau
Pour son père également prénommé Jacques, voir Jacques Rougeau (père).
Pour les articles homonymes, voir Rougeau.
Jacques Rougeau (né le 13 juin 1960 à Saint-Sulpice) est un catcheur (lutteur professionnel), un promoteur et un entraîneur de catch canadien aussi connu sous le nom de ring de The Mountie.
Il est le fils du catcheur Jacques Rougeau auprès de qui il s'entraîne et commence sa carrière de catcheur en 1977. Il se fait connaître avec son frère Raymond Rougeau avec qui il forme l'équipe Les Frères Rougeau, par la suite renommée The Fabulous Rougeaus (en) d'abord au Québec dans la Lutte Internationale puis à la World Wrestling Federation (WWF).
Quand Raymond arrête sa carrière en 1990, Jacques prend le nom de ring de The Mountie et remporte une fois le championnat intercontinental de la WWF. Il change de nom de ring pour celui de Jacques et fait équipe avec Pierre avec qui il gagne à trois reprises le championnat du monde par équipes de la WWF.

## Jeunesse
Jacques Rougeau fils est le fils du catcheur Jacques Rougeau et a deux frères, Raymond et Armand (en) et deux sœurs, Joanne et Diane. Ils grandissent dans une ferme à Saint-Sulpice où Jacques père élève des chevaux. Jean Rougeau, leur oncle, est lui aussi catcheur ainsi que promoteur.

## Carrière de catcheur

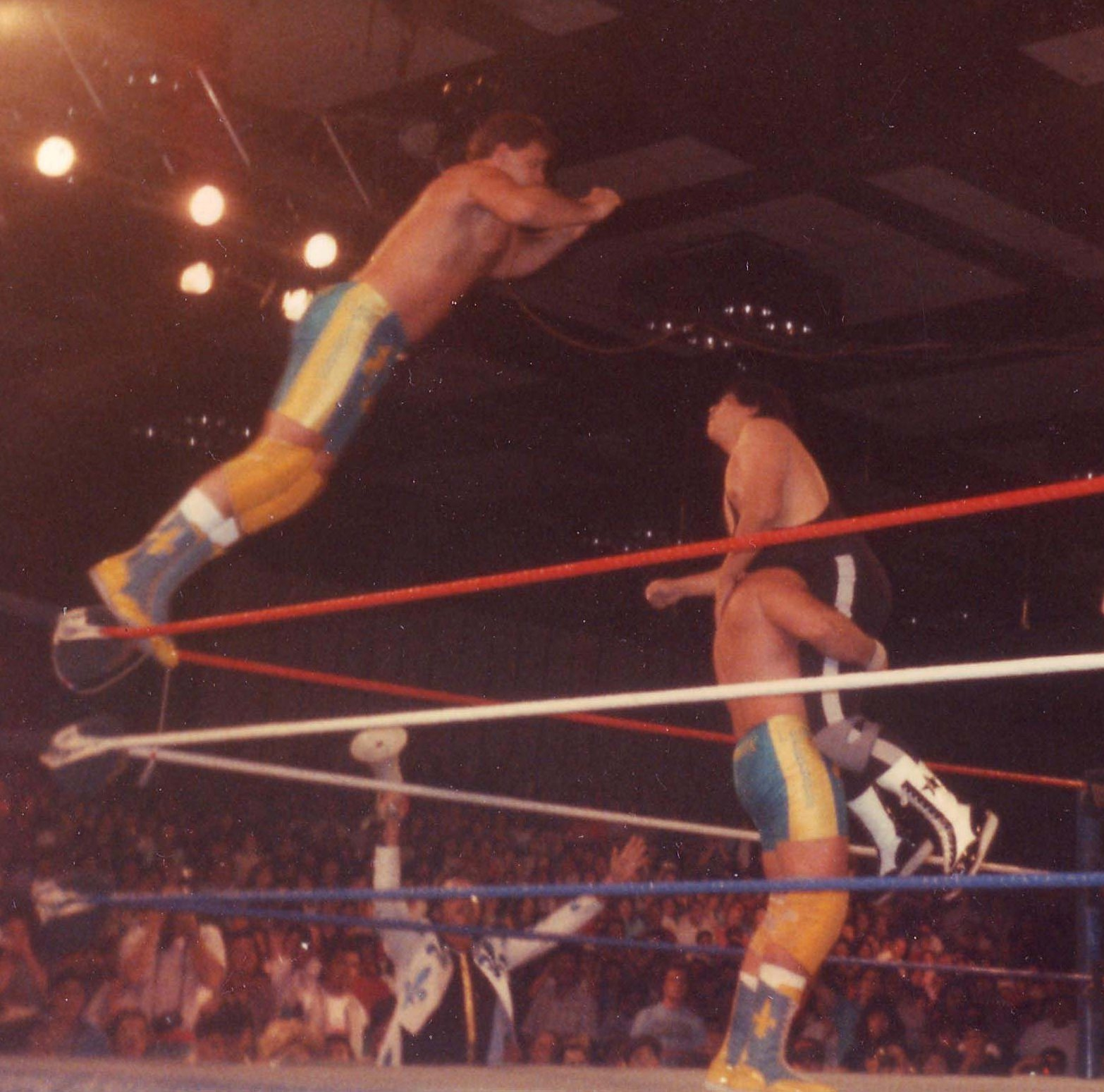
Le dernier mouvement des frères Rougeau.

### Débuts
Jacques Rougeau fils commence à s'entraîner auprès de son père avant de partir à Calgary lutter à la Stampede Wrestling. Il part ensuite aux États-Unis lutter dans le Tennessee ainsi qu'au Mexique. Son bref passage là-bas lui permet d'apprendre à exécuter certaines prises aériennes comme des sauts périlleux arrière. Il retourne aux États-Unis et continue à lutter dans le Tennessee ainsi qu'en Géorgie et en Alabama sous le nom de Jerry Roberts.
À la fin de l'année 1980, il remporte sous le nom de Jerry Roberts son premier titre à la Central States Wrestling en devenant champion par équipe de cette fédération avec Bruce Reed ; ils perdent ce titre en janvier 1981. Il dit que durant cette période il fait un passage au Mexique à l'Empresa Mundial de Lucha Libre où il lutte sous le nom de Rorro Rouyo et apprend les rudiments de la lucha libre. Cependant aucune des bases de données ne confirme cela,.
Il retourne au Québec au début des années 1980 au sein de Promotion Varoussac,. Il y lutte sous son véritable nom et fait équipe avec son frère Raymond.

### The Fabulous Rougeau Brothers
Après deux années à la fédération, The Fabulous Rougeaus (Jacques et Raymond) deviennent heel quand ils participent à une storyline dans laquelle les frères canadiens sont annoncés comme "Du Canada, mais bientôt relocalisés aux États-Unis," en plus d'avoir intentionnellement un thème d'entrée ennuyant dans lequel ils chantent (en français) à propos des "All-American Boys" tout en ayant désormais Jimmy Hart comme gérant (les Rougeau étaient aussi annoncés pendant une courte période comme provenant de Memphis, la ville de Jimmy Hart). En brandissaient le drapeau américain, ils énervent les fans, qui se questionnaient sur leur sincérité. Selon Jacques, ce vent d'antipathie des fans américains inspire Vince McMahon à les faire devenir méchants. Ils rivalisent avec The Killer Bees, la Hart Foundation, The Bushwhackers, et The Rockers pendant leur période en tant que heel.

### The Mountie
Raymond Rougeau prend sa retraite en 1990, et Jacques quitte la fédération pendant une année avant de revenir en tant que The Mountie, un client du gérant Jimmy Hart. The Mountie était un membre corrompu de la Gendarmerie royale du Canada, portant toujours un pistolet électrique et qui se vantait toujours qu'il « a toujours son homme » sur le ring. The Mountie avait deux thèmes d'entrée : le premier, un thème musical à base de cor d'harmonie signifiait l'héritage canadien du personnage, et le second, un thème musical sur un rythme "heel" chanté par Jacques et intitulé « I'm the Mountie. » Le pistolet taser du Mountie était appelé un "shockstick".
Le personnage était sujet à des litiges au Canada, amenant Rougeau à être prié de ne pas jouer le rôle du Mountie dans son propre pays. Quand il luttait au Canada, il était annoncé par son vrai nom et ne portait pas les vêtements du Mountie sur le ring, même s'il gardait quelques parties de son costume comme la chemise rouge, le pantalon noir, et les bottes. The Mountie commençait à rivaliser avec The Big Boss Man après avoir déclaré qu'il était le seul représentant de la loi à la WWF, et le 26 août 1991 il passait une nuit en prison (kayfabe) après que le Bossman l'eut battu dans un Jailhouse Match à SummerSlam 1991. Le plus grand accomplissement du Mountie en tant que lutteur solo fut quand il remporta le WWF Intercontinental Championship contre Bret Hart, qui souffrait d'un coup du pistolet (kayfabe). The Mountie perdit ce titre deux jours plus tard contre Rowdy Roddy Piper, dans ce qui fut pendant plusieurs années le règne le plus court pour le titre Intercontinental à la WWF.

### The Quebecers
Jacques a détenu le WWF World Tag Team Championship à trois reprises en tant que la moitié des Quebecers avec Pierre (Carl Ouellet). Le personnage des Quebecers était une sorte d'extension de celui du Mountie, bien qu'avec des costumes plus insoucieux et une emphase sur une attitude brutal. Le duo (qui était managé par Johnny Polo) montrait cependant bien leur détachement du controversé Mountie en utilisant une version différente du deuxième thème musical de Jacques quand il portrayait le Mountie, intitulée "We're Not The Mounties."

### Match de retraite (1994)
Les Quebecers se séparèrent à un house show organisé au Forum de Montréal le 25 juin 1994. Après une défaite contre les Headshrinkers, Ouellet et Polo se retournaient contre Rougeau. Au bout de quelques minutes où Jacques se faisait attaquer devant son public, Raymond Rougeau (qui à cette époque commentait la version francophone de la WWF pour Canal+) courut sur le ring pour sauver son frère. Cet angle amena le premier match de retraite de Rougeau, qui au cours des mois suivants, voyait sa promotion être très forte dans les shows TV de la WWF diffusés dans la région de Montréal, tout comme dans les médias locaux. Le match, qui était organisé le 21 octobre 1994, fut à guichets fermés et amassa 16 843 personnes au Forum de Montréal, pour une victoire de Rougeau, quand il effectua le tombé sur Ouellet à la suite d'un flying bodypress. Rougeau, qui était accompagné par Raymond, utilisait la chanson de Queen We Are the Champions pour son thème d'entrée cette nuit-là.

### The Amazing French Canadians
Comme il arrive souvent dans le catch, cette retraite était temporaire. Vers la fin des années 1990, Rougeau et Ouellet firent de nouveau équipe dans les Amazing French Canadians à la World Championship Wrestling. En 1997, Jacques battit proprement Hollywood Hogan dans un match simple au Centre Bell de Montréal. Hogan insista sur le fait qu'il devait perdre contre Jacques, citant son profond respect pour toute la famille Rougeau. La victoire par tombé de Rougeau était rarement citée par la WCW dans le cadre de protéger l'image d'Hogan. En 1998, Rougeau retournait à la WWF pour un dernier passage en équipe avec Carl Ouellet dans une version mise à jour des Quebecers. L'équipe ne dura que quelques mois. Lui et Ouellet s'unissèrent brièvement de nouveau à la WCW en 2000 dans la Team Canada de Lance Storm.

### Retraite
Jacques a ouvert une école de catch à Montréal et il est aussi occasionnellement promoteur. Il remonte sur le ring de temps en temps.
Jacques est un porte-parole et supporter de SOS Suicide Jeunesse, une organisation qui offre du support et de l'information aux suicidaires. En plus, il est un dirigeant de la compagnie de camionnage Transport Pro Cam.

## Palmarès
- Central States Wrestling
  - 1 fois champion par équipes de la National Wrestling Alliance (Central States) avec Bruce Reed (sous le nom de Jerry Roberts)[6]

- Continental Wrestling Association
  - 1 fois champion poids lourd du Sud-Est de la National Wrestling Alliance[10]

- Lutte Internationale (Montréal)
  - 4 fois Canadian International Tag Team Championship avec Raymond Rougeau

- Southeastern Championship Wrestling
  - 1 fois NWA Southeast Heavyweight Championship

- World Wrestling Federation
  - 1 fois WWF Intercontinental Championship
  - 3 fois WWF World Tag Team Championship avec Quebecer Pierre

- Pro Wrestling Illustrated
  - PWI l'a classé numéro 222 des 500 meilleurs catcheurs dans le PWI Years de 2003.
  - PWI l'a classé numéro 83 des 100 meilleures équipes dans le PWI Years avec Pierre Oulette en 2003.

- Autres titres
  - 1 fois SWF Heavyweight Championship
  - 15 fois SWF World Tag Team Championship